# Сонячний хрест

Сонячний хрест

Сонячний хрест на монеті в 1 цент Королівства Нідерландів (1941-1944 року, які карбувалися під час німецької окупації.)

Сонячний хрест (Сонячне коло, Сонячне колесо) — найдавніший язичницький символ, який являє собою хрест, розташований всередині кола: позначає Сонце, нескінченність життя та будову Всесвіту. Часто зустрічається на предметах доісторичної Європи, особливо неоліту і бронзової доби.

## Первинне солярне значення
З найдавніших часів мотив сонячного хреста був поширений на Піренеях, в Анатолії, Межиріччі, Ірані в Трипільскій культурі та Хараппській цивілізації.
У слов'янському язичництві сонячний хрест називають символом народження живого Всесвіту, запліднення матерії Духом, Духовної сили Ярили-сонця, Закону Роду і процвітання Рода. Вважається, що оберіг у формі Сонячного хреста захищає природні таланти людини і допомагає їм розкритися. Натільний оберіг охороняє того (ту), хто його носить. Як правило, сонячний хрест найбільшою силою наділяв жерців лісу, які його зображували на одязі, зброї, культовому приладді.
Сонячний хрест нерідко використовується як символ неоязичників.

## В астрономії
В астрономії даний символ представляє Землю, тоді як Сонцю відповідає коло з крапкою в центрі. Також є схематичним зображенням зодіаку, де дотики хреста-сонця з колом є точками сонцестоянь.

## В етнографії
В етнографії сонячний хрест використовується для представлення індоєвропейців. Сучасні америнди та інші народи традиційної культури продовжують використовувати сонячний хрест як символ, орнамент і прикрасу.

## У політиці
У Сасанідській імперії схожий символ зображувався на штандарті (Дерафш Кавіані). Сонячний хрест був емблемою націонал-соціалістичного уряду Королівства Нідерландів. Норвезька націонал-соціалістична партія Нашунал Самлінг використовувала золотий Сонячний хрест на червоному тлі як свій офіційний символ з 1933 по 1945 рік. Хрест у колі відсилав до святого Олафа, покровителя Норвегії, а кольори представляли герб Норвегії. Різні націоналістичні і неонацистські угруповання використовують Сонячний хрест як символ білої раси.